# Khối núi Calanques

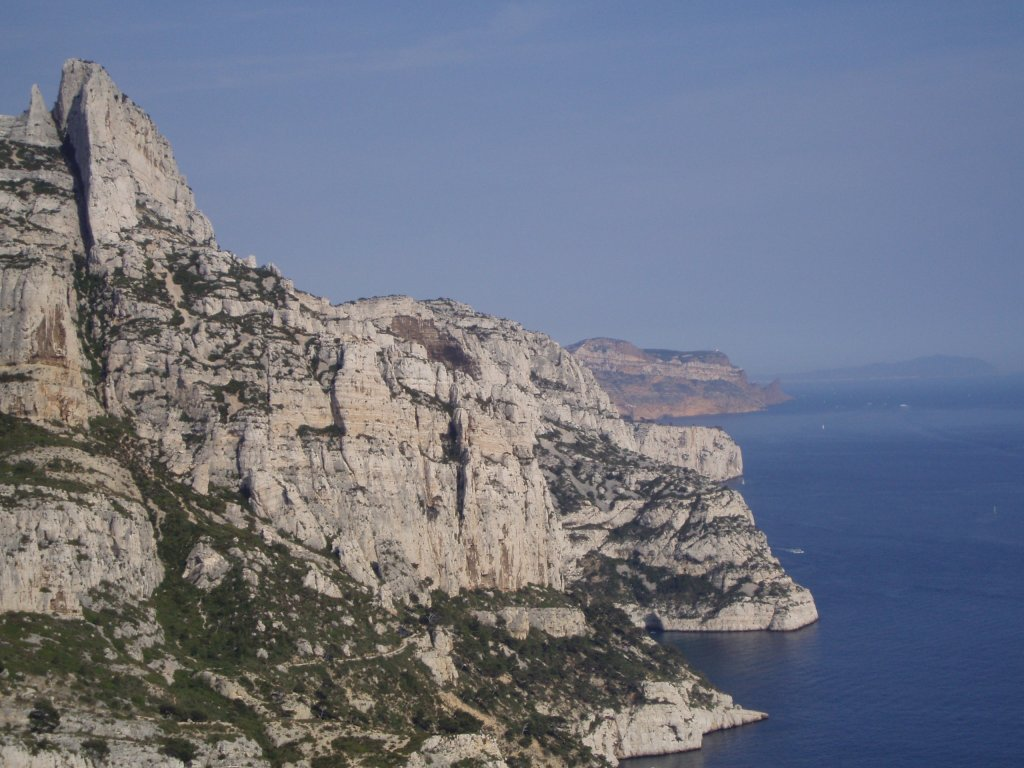
Khu vực gồ ghề của Khối núi Calanques

Khối núi Calanques là một địa hình hoang dã gồ ghề kéo dài từ Marseille ở phía đông tới Cassis. Nó trải dài 20 km và rộng 4 km dọc theo bờ biển đông nam nước Pháp. Đỉnh cao nhất của nó là Đỉnh Puget cao 565m. Đây là một trong những khu vực có vẻ đẹp tự nhiên tuyệt vời của nước Pháp với các đỉnh núi, hang động, mũi đất cùng các con đường uốn lượn ven biển.